# سولفاموکسول
سولفاموکسول(به انگلیسی: Sulfamoxole) یک ضد باکتری سولفونامیدی است. 